# Седми конгрес Комунистичке интернационале
Седми конгрес Комунистичке интернационале (рус. Седьмой конгресс Коммунистического интернационала) била је вишенационална конференција коју су у Москви од 25. јула до 20. августа 1935. одржали делегирани представници владајућих и невладајућих комунистичких партија из цијелог свијета и позвани гости који су представљали друге политичке и организоване радне организације. Скупу је присуствовало 513 делегата, од којих је 317 имало пуно право гласа, који су представљали 65 партија чланова Коминтерне, као и 19 симпатизерских партија.
Скуп се највише памти по подржавању Народног фронта комунистичких и некомунистичких снага против растуће фашистичке пријетње у Европи, отварајући пут залагању за колективну безбједност између Совјетског Савеза и капиталистичких држава Европе. Ово је означило драматичан преокрет претходне оријентације Коминтерне ка класној борби који је на 6. конгресу 1928. одобрила агресивна линија тзв. „Трећег периода”.

## Историја

### Позадина
Током почетка 1930-их Народни комесаријат за спољне послове Совјетског Савеза, на челу са Максимом Литвиновим, водио је политику покушаја стицања ширег међународног споразума о војном разоружању. Ова иницијатива је очигледно доспјела у крајњи ћорсокак након доласка Адолфа Хитлера на власт у Њемачкој јануара 1933, међутим са новом политичком стварношћу која била наглашена одласком Њемачке са преговора о разоружању у Женеви у октобру 1933. године.
Ипак, међу свјетским комунистичким покретом било је мало напретка ка изградњи ширег сједињеног фронта са социјалистичким покретом и њима повезаним синдикатима, при чему је Коминтерна наставила да тренира своје реторичко оружје на социјалдемократском покрету, за коју се сматрало да саботира напоре Комунистичке партије Њемачке да води борбу против фашизма, пропагирајући оно што су комунисти окарактерисали као „антимарксистичку теорију ’мирног’, ’демократског’ пута ка социјализму” међу њемачким радничком покретом.
Међутим, постојали су појединци унутар комунистичког покрета који су наговјештавали пут ка новој, више колаборативној сарадњи. Фебруарски устанак социјалиста против десничара у Аустрији 1934. и покрет који залагао за сарадњу између социјалиста и комуниста у Француској у борби против фашистичког покрета убиједили су бугарског комунисту Георгија Димитрова, водећу личност Коминтерне, да је непријатељство Коминтерне према заједничком дјеловању између комуниста и социјалиста било непромишљено. Димитров се побједнички вратио у Москву у априлу 1934. након ослобађајуће пресуде на суђењу за паљење Рајхстага, одлучан да промијени основну стратегију Коминтерне, из стратегије антагонистичког супротстављања социјалдемократији у стратегију сарадње у заједничкој борби.
Припреме за 7. конгрес Коминтерне почеле су у Москви крајем 1934, када је Извршни комитет Комунистичке интернационале (ИККИ) основао комисију за израду програмских резолуција за то тијело. То тијело је било подијељено између Димитрова и других који су се залагали за кретање ка „општрој демократској, антифашистичкој” оријентацији и тврдолинијаша који су наставили да тврде да је борба против фашизма неодвојива од задатака свргавања буржоазије, што подразумијева истовремену борбу против фашизма, деснице и реформистичких конституционалистичких и социјалистичких покрета. Без брзог договора, отварање 7. конгреса заказано за 8. март 1935. помјерено је за крај јула.
Управо су потребе совјетске спољне политике биле оне које су на крају обликовале оријентацију Коминтерне, када су 2. маја 1935. двије земље оје су биле највише забринуте због уплитања растућег њемачког милитаризма — Француска и Совјетски Савез — закључиле Француско-совјетски пакт о узајамној сарадњи, којим су земље обећале да ће стати у одбрану друге земље у случају агресивног кршења Ковенанта Друштва народа. Убрзо након тога, дводневне консултације у Москви између француског министра спољних послова Пјера Лавала и совјетских вођа Јосифа Стаљина, Вјачеслава Молотова и Максима Литвинова помогле су да се споразум свечано прогласи кроз заједно саопштење у којем су се стране сложиле „да неће допустити да им средства народне одбране у било ком погледу ослабе” и којим је Француској признато право да „одржи своје оружане снаге на нивоу који је у складу са њеном безбједношћу.”
Споразум из маја 1935. и формално саопштење Француске и Совјетског Савеза одлучно су превагнули ка новој политици Коминтерне о комунистичким партијама широм свијета, одбацивши стару линију Трећег периода „класе против класа” ради збацивања буржоазије у корист нове реалполитике, бранећи Руску револуцију подржавањем споразума о међусобној одбрани између Совјетског Савеза и разних капиталистичких држава. Додатно обиљежје ове промјене у међународној политичкој линији Коминтерне било је именовање присталице Народног фронта Георгија Димитрова за новог шефа Комунистичке интернационале. Стога је створена позорница за одложени савез 7. конгреса Коминтерне.

## Сазив
Седми конгрес Комунистичке интернационале отворен је 25. јула 1935. увече у Дворани стубова Дома Савеза у Москви. Скупу, који је сазван скоро тачно седам године послије посљедњег конгреса Коминтерне, присуствовало је 513 делегата, од којих је 371 имао пуно право гласа, који су представљали 65 партија чланица Коминтерне, као и 19 симпатизерских партија. У складу са његовом личном традицијом и релативном незаинтересованошћу за послове Коминтерне, сједници није присустовао генерални секретар Свесавезне комунистичке партије Јосиф Стаљин, који се у то вријеме уздигао на позицију неоспорне надмоћи.
Упркос његовом одсуству, Стаљин је хваљен у маниру култа личности, а свако помињање имена совјетског вође наишло је на „буран аплауз” окупљених делегата.

## Пиков главни извјештај
Увод за 7. конгрес био је главни извјештај о дјелатности ИККИ, који је другог дана поднио Вилхелм Пик из Комунистичке партије Њемачке. Хвалећи тактику „класа против класе” из 1928. која је била „усмјерена против блока социјалдемократа заједно са буржоазијом и имала је за циљ да уништи блок социјалдемократских вођа заједно са буржоазијом”, Пик је ипак признао да је „почињен одређен број секташких грешака”. Овај притисак на идеолошки чисто вођство подијелио је раднички покрет током штрајкачког покрета крајем 1920-их, добивши подршку неких радника док је друг отуђио и на крају пропао због „неспретних и секташких тактика”.
Пик је тврдио да је доласком Велике кризе буржоазија настојала да свој проблем пропасти унутрашњег тржишта и опадања профита ријеши заплијеном и пљачком страних територија под заставом фашизма, агресијом милитаристичког Јапана у Манџурији и успоном нацистичке Њемачке, за које је сматрао да су оличење новог тренда. Још је изјавио да „ове припреме су истовремено и првенствено осмишљене за уништење Совјетског Савеза, куће, основа и бедема пролетерске револуције.”
Пик је идентификовао „пораз њемачког пролетеријата” и успон нацизма као „највећи догађај који је обиљежио прве године кризе у капиталистичким земљама”, наводећи да је од прољећа 1932. „већ постало очигледно да су фашисти имали знатну предност у односу на комунисте у питању мобилисања маса.” Комунисти су покушали да промијене ситуацију предлажући уједињени фронт са Социјалдемократском партијом Њемачке и њеним Општим њемачким савезом синдиката. Овај напор је одбачен, према Пику, неуспјехом социјалдемократског политичког и радничког покрета да се придружи генералним штрајковима након избацивања министара из владе Пруске у јулу 1932. и доласком на власт Хитлера у јануару 1933.
Изостављајући чињеницу да је Коминтернина „класа против класе” линија била усмјерена непосредно на социјалдемократе, који су кажњени као „социјалфашисти” ни на који начин боље од фашистичког покрета, Пик је изјавио да су комунисти учинили „све што је било у њиховој моћи да мобилишу радне масе за револуционарну борбу да спријече фашистичку диктатуру”, јер социјалдемократе „нису напустиле свој непријатељски став према уједињеном фронту и борби”. Тек сада је, према Пику, настала нова ера са „окретањем социјалистичких радника ка уједињеном фронту са комунистима”.
Различити фактори су допринијели новом ставу социјалиста према комунистима, а према Пику, укључујући „коначну и неопозиву побједу социјализма у Совјетском Савезу” с једне стране и бруталну стварност нацистичке диктатуре у Њемачкој с друге стране. Одбрана комунизма коју је Димитров извео на Лајпцишком процесу, генерални штрајк у Француској  у фебруару 1934. и оружани сукоби са фашистима у Аустрији у фебруару 1934. и у Шпанији у октобру 1934. додатно су учврстиле овај тренд ка међупартијској сарадњи, изјавио је Пик. Сходно томе, примјетио је Пик, „постигнути су споразуму Уједињеног фронта између комуниста и социјалиста у Аустрији, Шпанији и Италији” уз додатно масовно дјеловање које се одвијало између чланова партија без одобрења социјалистичких вођа у Уједињеном Краљевству, Сједињеним Државама, Пољској и Чехословачкој.

### Извјештај Димитрова о јединству против фашизма
Послије главног извјештаја Пика и опширне расправе која је услиједила, 2. августа дошао је други преломни извјештај, извјештај Георгија Димитрова о задатку изградње јединства радничке класе као супротности фашизму. Димитрова појава на платформи, великог јунака комунистичког покрета од побједе на Лајпцишком процесу, дочекана је бурним овацијама окупљених делегата и гласним пјевањем „Интернационале”.
Димитров је почео са анализом фашизма, који је окарактерисао као „отворену терористичку диктатуру најреакционарнијих, најшовинистичкијих и најимперијалистичкијих елемената финансијског капитала”, с намјером да изазове организовану „терористичку освету против радничке класе и револуционарног дијела сељаштва и интелигенције”. У погледу његове спољне политике, Димитров је осудио фашизам као „џингоизам у његовом најбруталнијем облику, који распирује звјерску мржњу према другим нацијама”.
У изразитој супротности са претходном међународном комунистичком линијом, која је намјерно блатила разлику између „фашизма” и „социјалфашизма” у настојању да се обични радници одвоје од њиховог социјалдемократског политичког и синдикалног вођства, Димитров је описао успостављање фашизма као дефинитиван прекид фундаменталног облика владавине од „једног државног облика класне доминације буржоазије — буржоарске демократије — од другог облика — отворене терористичке диктатуре”. Побједа фашизма би угушила „демократске слободе радног народа”, умањила „права парламента” и појачала репресију над револуционарним покретом, упозорио је Димитров.